# Primavera mortal
Primavera mortal (título original Samrtno proleće) es una coproducción hispano-yugoslava de drama estrenada en 1973, dirigida por Miguel Iglesias y Stevan Petrović y protagonizada en los papeles principales por Milena Dravic, Bruce Pecheur y Patty Shepard.
Se trata de una adaptación cinematográfica de la novela homónima del escrito húngaro Lajos Zilahy, escrita en 1922. 

## Sinopsis
Narra la historia de un diplomático de origen serbio y el adulterio que protagonizó a principios del siglo XX.

## Reparto
- Milena Dravic	...	Veronika Djakovic
- Bruce Pecheur	...	Milan Mirkovic
- Patty Shepard	 ... Carmina Rigol
- Mira Stupica ... Tetka Ema
- Sonja Josic ... Lance
- Josif Tatic ... Stevo
- Nikola Simic ... Bosko
- Rafael Guerrero ... Alfredo
- José Antonio Amor	...	Fernando de Oliva
- Ivan Hajtl ... Florián
- Paquita Ferrándiz	... Alicia
- Manuel Gas ... Pascual Rigol
- Asunción Vitoria ... Rosita
- Josefina Marcos ... Magda
- Ventura Oller ...	Ivo Boric
- Vlasta Velisavljevic ... Zandar